# 聊城北站
聊城北站位于山东省聊城市东昌府区，是京九铁路、邯济铁路交汇处的一座车站，等级为四等站，占地1,500畝。车站距北京西站421公里，距常平站1,894公里。本站及京九铁路相邻上下行区间均为电气化区段。该站建于1996年，只办理货运，不办理客运业务。邯济铁路开通后，此站成为配套的辅助编组站，每日编组5000多辆列车。